# Tafingoult
Tafingoult (franska: Tafingoult (CR), Tafingoult (Commune Rurale), arabiska: سيدي واعزيز) är en kommun i Marocko.   Den ligger i provinsen Taroudannt och regionen Souss-Massa, i den centrala delen av landet, 400 km söder om huvudstaden Rabat. Antalet invånare är 6 547.